# Glavda jezik
Glavda jezik (galavda, galvaxdaxa, gelebda, glanda, guelebda; ISO 639-3: glw), afrazijski jezik čadske skupine, kojim govori 28 500 ljudi u Nigeriji (2000) u državi Borno. Govori se u selima Nggoshe (različito od Ngoshi); Agapalawa, Amuda, Vale, Ashigashiya, Kerawa i Pelekwa. U Kamerunu ga govori 2 800 ljudi(1982 SIL) u provinciji Far North.
Unutar skupine biu-mandara čini posebnu istoimenu podskupinu kojoj još pripadaju jezici cineni [cie], dghwede [dgh], guduf-gava  [gdf] i gvoko [ngs]. Ima tri dijalekta: bokwa, ngoshie (ngweshe) i glavda. Pismo: latinica.

## Vanjske poveznice
- Ethnologue (14th)
- Ethnologue (15th)